# Kotan

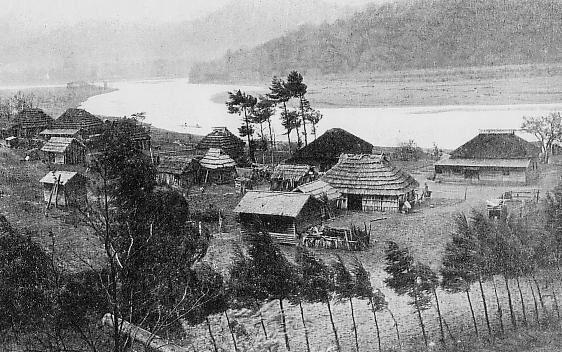
Kotan Biratori na wyspie Hokkaido, 1930

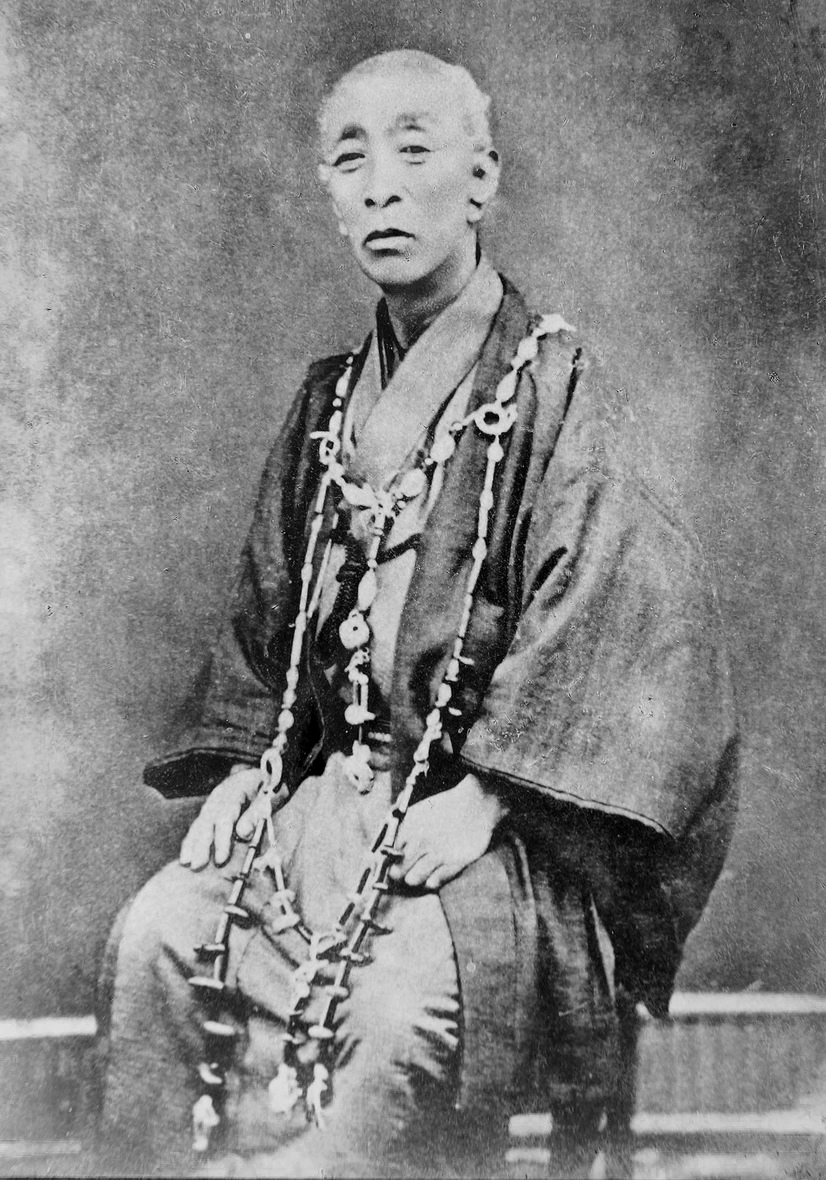
Takeshirō Matsuura

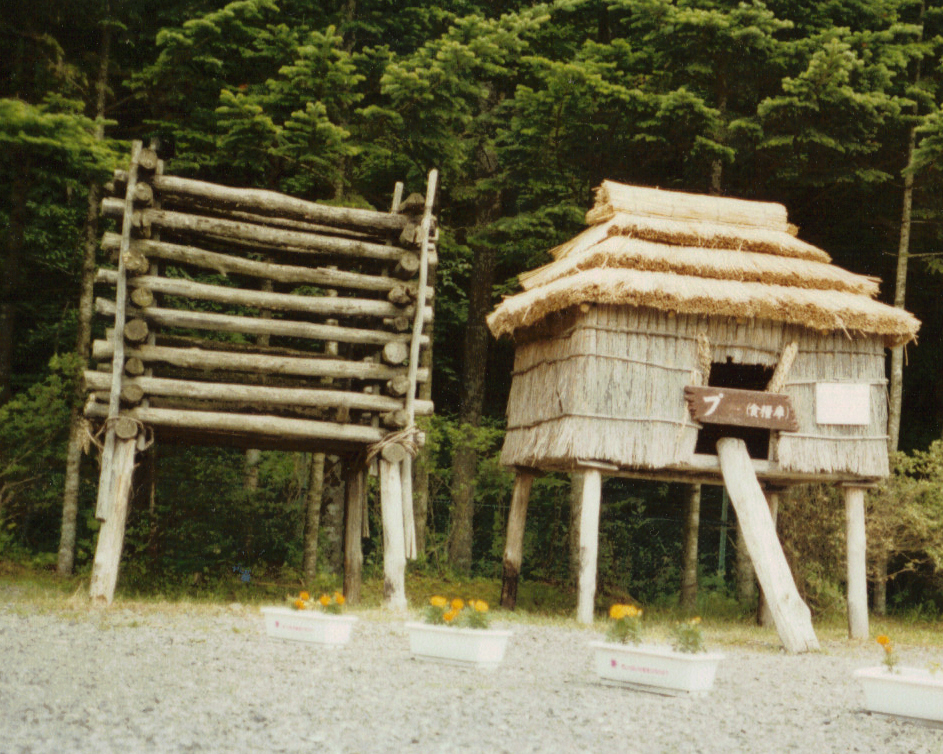
Po prawej pu lub puhu, pui – magazyn żywności (spichlerz), po lewej hepereset – klatka dla niedźwiedzia

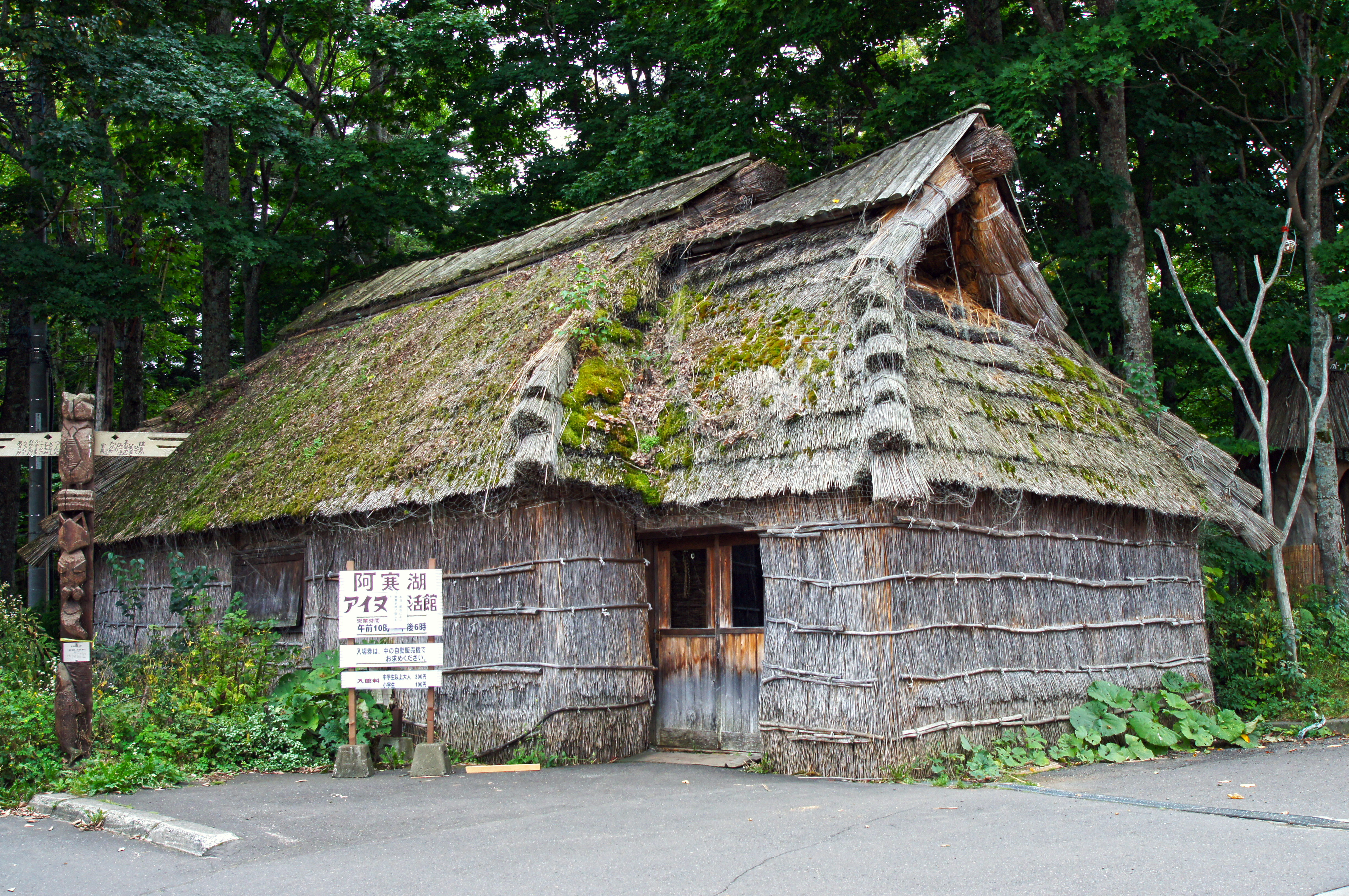
Kotan w Kushiro

Kotan (jap. コタン) – typ jednostki osadniczej, charakterystycznej w przeszłości dla Ajnów. Słowo w języku ajnoskim oznaczające: wioskę, miasto, miejsce.

## Wstęp
Ze względu na ubogość materiałów źródłowych (Ajnowie nie posiadali własnego pisma), wszelkie opracowania, porównania, nazewnictwo, transkrypcja (opierana o języki: rosyjski, japoński i angielski), analizy i opinie bardzo różnią się w zależności od badaczy i czasu prowadzonych prac. Z tego powodu należy podchodzić do nich z dystansem. Należy też wiedzieć, że dopiero w 2008 roku – po wiekach dyskryminacji i zmuszania ich do życia w nędzy – władze Japonii uznały Ajnów za ludność autochtoniczną archipelagu: „Rząd uznaje, że Ainu to rdzenni mieszkańcy, którzy mają swój język, religię i kulturę”.
Nazwa kotan tłumaczona czasem jako „wieś” jest błędem. Ajnowie odnosili ten termin do wszystkich osad ludzkich bez względu na ich wielkość. Kotanami nazywano również miasta, dlatego w tłumaczeniach tekstów biblijnych na język ajnoski Jerozolima to Yerusalem kotan, zaś Rzym – Roma kotan.

## Kotan
Przeciętne kotany były niewielkimi i niezbyt ludnymi osadami. Według raportu na temat ludności ajnoskiej, sporządzonego w 1856 roku przez Takeshirō Matsuurę (1818–1888), badacza-wędrownika po wyspie Ezo (obecnie Hokkaido), który w latach 1845–1858 zbadał ją szczegółowo, statystyczny kotan zamieszkiwało 10 rodzin liczących w sumie 47 osób.
Zgodnie z danymi na rok 1899, kotan Bettopo na wyspie Szumszu w archipelagu Kuryli składał się z 20 domostw oraz 6 spichlerzy i mieszkało w nim 40 osób, na wyspie Paramuszyr w kotanie o tej samej nazwie mieszkało 50 osób, zaś kotan na wyspie Rasszua liczył 8 domostw i 40 osób. Jeszcze w 1936 roku na Sachalinie istniały 32 kotany, z czego 11 z nich liczyło już tylko jedno domostwo, choć kotan Shirahama na wschodnim wybrzeżu wyspy składał się 37 domostw zamieszkanych przez 171 osób.
Kotany budowano nad brzegiem mórz, rzadziej w głębi lądu (na Hokkaido około 30%, na Sachalinie znacznie mniej). O założeniu osady decydowała dostępność do wody pitnej – zawsze w pobliżu musiała znajdować się rzeka, strumień lub jezioro. Osady często przyjmowały nazwy pobliskich zbiorników wodnych. Innymi względami branymi pod uwagę przy lokacji kotanu było położenie względem terenów łowieckich i rybackich, zwłaszcza tarliska łososia. Wewnątrz osady nie było zwartej zabudowy, domy budowano w różnych miejscach, często nawet we wzajemnej odległości do kilkuset metrów. Odległości pomiędzy sąsiadującymi kotanami wynosiły zaledwie kilka kilometrów. Sąsiednie kotany często łączyły się w grupy korzystające ze wspólnych terenów łowieckich, praktykujące razem kult niedźwiedzia i najczęściej posiadające jednego wodza. Zazwyczaj taka grupa sąsiedzka wywodziła się od wspólnego przodka zwanego ekasi itokpa.